# Радюва планина
Радюва планина е планински рид в централната част на Западните Родопи, северно разклонение на Переликско-Преспанския дял, на територията на области Смолян и Пловдив.
Ридът представлява северно разклонение на Переликско-Преспанския дял на Западните Родопи, отклоняващ се от него източно от седловината Рожен. Простира се от юг на север на 24 км, а ширината му е 7 – 8 км. На изток долината на Джурковска река (ляв приток на Юговска река) го отделя от рида Манастирище, а на запад и север долината на Чепеларска река – от рида Чернатица и североизточното му разклонение Белочерковски рид. На североизток каньоновидната долина на Юговска река го отделя от ридовете Крушевска планина, Градище (Кръстова гора) и Добростан.
Има широко и заравнено било, заето с планински пасища и разположено на височина 1500 – 1800 м. Запданият склон е по-дълъг и дълбоко набразден от десните притоци на Чепеларска река, а източният е по-тесен и стръмен към дълбоката каньоновидна долина на Юговска река. Изграден е от гнайси и мрамори, силно окарстени и множество карствови форми. Има находища на оловно-сребърни руди. Развито горско стопанство и рудодобив.
В централната част на рида е разположена хижа „Пашалийца“, а в най-южната му част Националната астрономическа обсерватория – Рожен.
По склоновете и подножията на рида са разположени два града Лъки и Чепеларе и 10 села: Богутево, Джурково, Дряново, Здравец, Лилеково, Нареченски бани, Острица, Павелско, Проглед и Югово.
По цялото му източно подножие, по долината на Юговска река и притока ѝ Джурковска река, на протежение от 42,3 км преминава целият участък на третокласен път № 861 от Държавната пътна мрежа Юговска ханче – Лъки – седловината Рожен.

## Топографска карта
- Лист от карта K-35-74. Мащаб: 1 : 100 000.